# 飲精

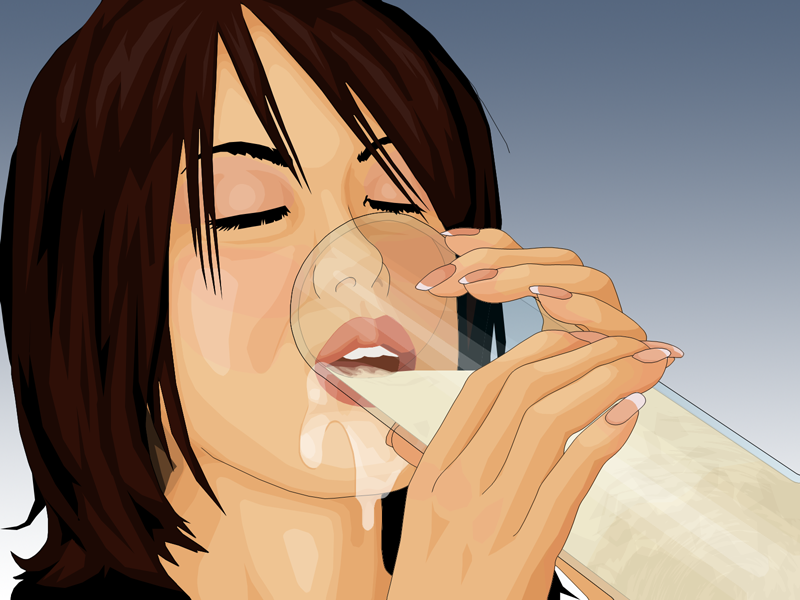
容器に溜めた精液を飲む女性

飲精（いんせい）とは、精液を飲むこと。日本では、粘性のある液体を意識的に嚥下する際に下咽頭収縮筋から発生する擬音語からごっくんの名で知られる。精飲（せいいん）とも呼ばれる。

## 概要
フェラチオをした際に口内射精された精液を直接飲む行為を指す。愛情表現の一環として行うことも少なからずある。一般的には「ごっくん」と表記することが多い。
また、男性の征服欲を満たす意味合いも含め、風俗店におけるサービス内容の一つとして飲精を設けている場合もあるが、HIVに感染してしまう可能性もあるので好ましくない。

## アダルトビデオにおける演出

### 嗜好の変遷
アダルトビデオにおいては、精液に似せた粘度と色を持つ液体を擬似的に用いることもある。中には多数の男性が性交によらず自慰などで射精し、その精液をグラスやボールなどの容器に溜め、AV女優が飲む演出もある。

### バリエーション
- 女性が舌を大きく突き出した状態で舌の上に射精する行為を俗に舌上射精と呼ぶ。普通に口内射精しても状況によっては舌の上にたまるため区別は曖昧である。一般的には、相手が口を開け大きく舌を出し、男性がその舌に向けて射精する行為を言う。欧米では顔、口、舌という明確な区分は無く、すべて顔面行為（Facial）としてまとめられている。
- 女性が口に含んだ精液を口移しにより、射精した男性本人に飲ませることを俗に「ザーメンキス」と呼ぶ（英語ではSnowballing）。
- 飲精。欧米のスラングでは「gokkun」として定着している。
- 女性の口内にペニスを入れたままで射精し精飲する行為は「直飲み」としてみとめられている。